# Campylaspis papillata
Campylaspis papillata is een zeekommasoort uit de familie van de Nannastacidae. De wetenschappelijke naam van de soort is voor het eerst geldig gepubliceerd in 1952 door Lomakina.